# Болгар
Бо́лгар (Бу́лгар; тат. Болгар, чув. Пӑлхар) — город в России, в юго-западной части Республики Татарстан. Административный центр Спасского района. Город Болгар вместе с близлежащим селом Болгары образует городское поселение город Болгар, которое охватывает территорию древнего Болгарского городища — столицы средневековой Волжской Булгарии и Золотой Орды.

## География
Город расположен на левом берегу Волги, в 83 км к югу от Казани (по дороге — 200 км). У западной окраины города лежит озеро Мочилище.

## История

### Древние времена
На территории Болгара были обнаружены поселения эпохи неолита, бронзы и раннего железа, занимавшие удобную в географическом отношении береговую полосу Волги (коренную и луговую террасы). Появление укреплённого поселения (занимавшего мысовую часть «Коптелова бугра») связывают с именьковской культурой (IV—VII века).

### Булгарский период

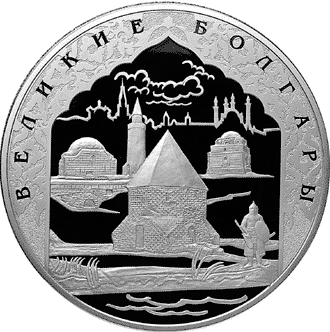
Памятная монета, посвящённая городу

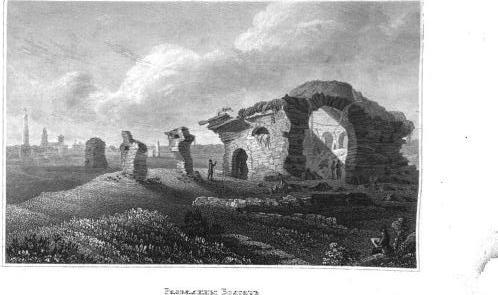
Городище до восстановления,
литография XIX века

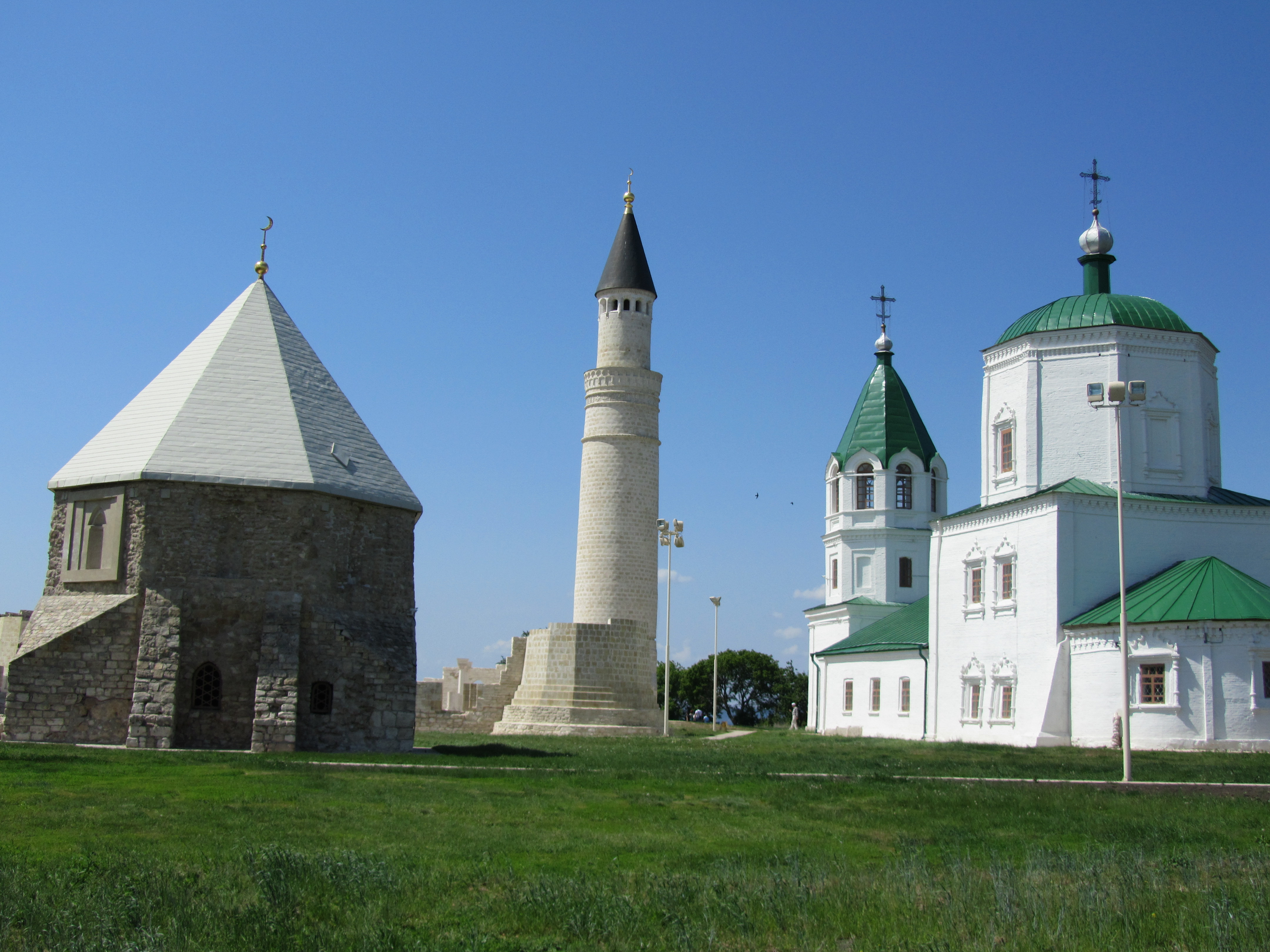
Храмы городища

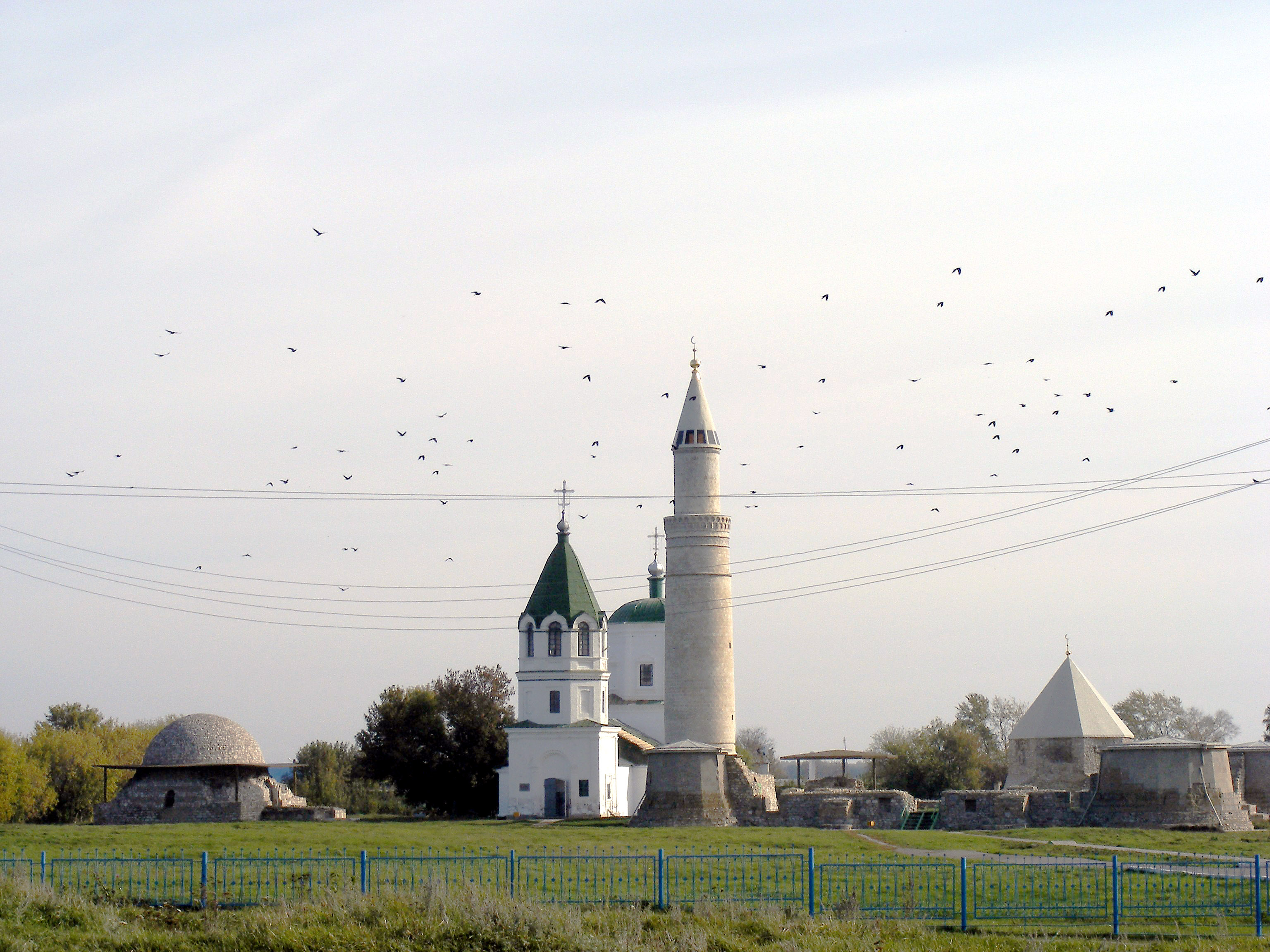
Общий вид городища

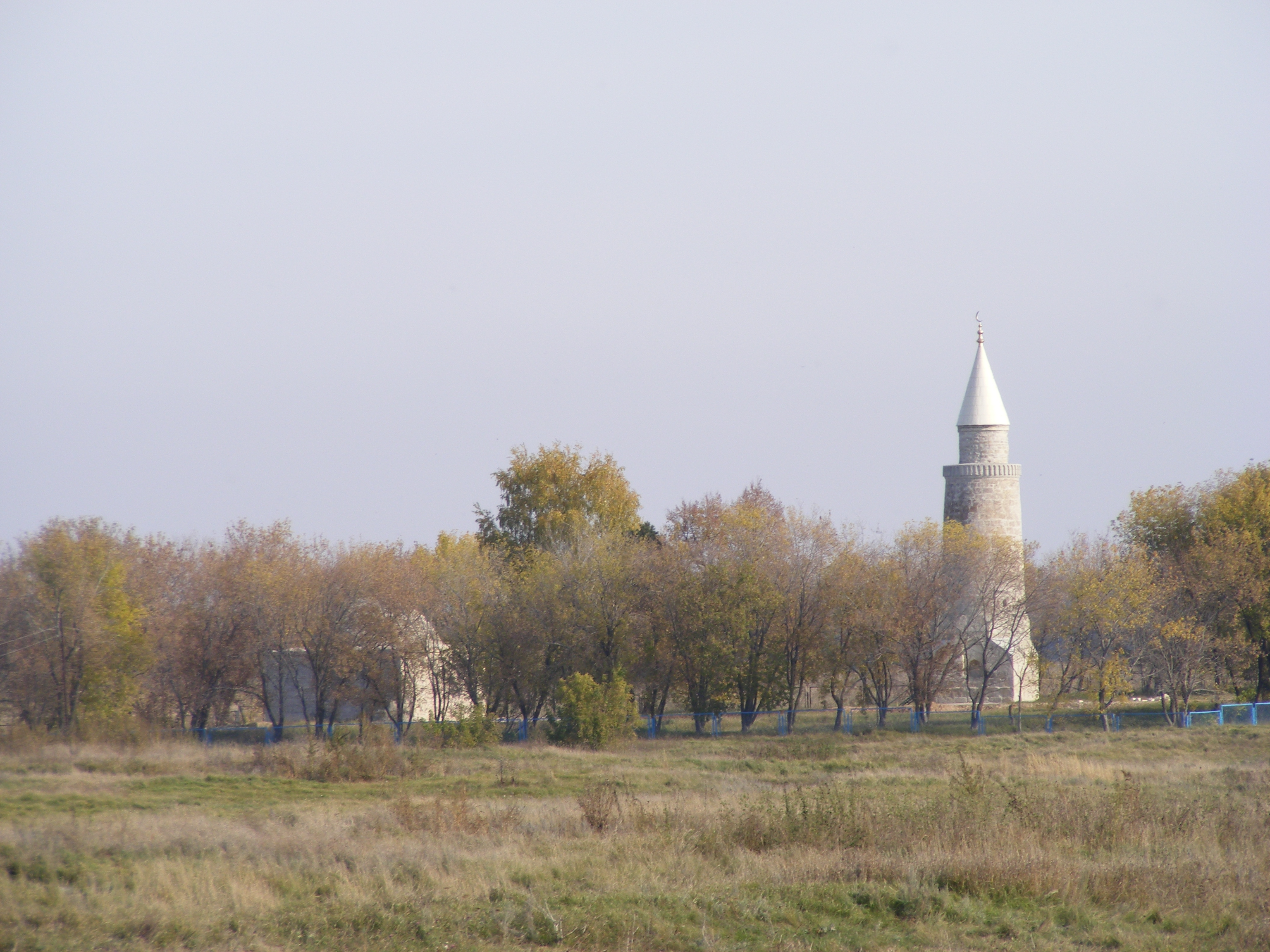
Окружение городища

Название города Болгар связывают с этнонимом болгары. Наиболее ранние булгарские поселения на территории современного Болгара возникли на рубеже IX—X столетий. Самые ранние укрепления X века были сооружены в устье Малого Иерусалимского оврага из-за его близости к Волге, а также на центральном плато городища.
Причиной создания укреплённого булгарского поселения на высоком берегу Волги у слияния её с Камой видится в удобном расположении, которое позволяло контролировать значительную территорию. Ещё одним толчком к его созданию послужило возникновение Ага-Базара — важнейшей торговой площадки Волжской Булгарии. По мнению академика В. Л. Янина, «на всём протяжении восточной торговли с конца VIII до начала XI века единственными воротами, через которые шла торговля Руси с Востоком, фактически был Булгар».
В 920 году арабский географ ал-Балхи впервые упоминает о Болгаре. Кури Вантер пишет, что рядом с городом находились озёра Юхан-Васан и Шерпет. В древних арабских источниках упоминается ещё и Лебединое озеро (Аккош кӳл). Окрестная территория называлась Землёй трёх озёр.
В 922 году Волжскую Болгарию по приглашению её правителя Алмуша посетило посольство аббасидского халифа Ал-Муктадира, секретарём в котором был Ахмад ибн Фадлан. Он отмечает, что булгары приняли ислам.
В то время заслуженной славой пользовались булгарские мастера — ювелиры, каменщики, кожевенники, кузнецы. Булгарские ювелирные изделия, булгарские кожи, меха, мёд, булгарская кольчуга были известны во многих странах и пользовались там большим спросом. Булгарские купцы вели обширную торговлю со многими странами Европы и Азии. В свою очередь, торговцы из Китая, Багдада, Дамаска, Испании, Скандинавии приезжали на ежегодную всемирную ярмарку в Булгар. Многие иностранные торговые концессии имели в городе свои слободы и улицы.
На карте арабского географа Идриси 1154 года Булгар и Волжская Булгария очень подробно показаны.
В 1220 году Болгар сожгли русские князья.
До монгольского завоевания в 1236 году город представлял собой один из центров внешней торговли Волжской Булгарии. Арабские писатели X века писали о нём: «Внешний Булгар — маленький город, не занимающий большого пространства, и известен только тем, что он главнейший торговый пункт этого государства» (Аль-Балхи). «Булгар есть небольшой город, не имеющий многих владений, известен же был он потому, что был гаванью этих государств» (Ибн Хаукаль).
Доктор исторических наук, профессор, член-корреспондент Академии наук республики Татарстан Ф. Ш. Хузин пишет, что общая площадь Булгарского городища X—XI веков с учётом территории посада достигала 12 га и в X — первой половине XIII вв. Булгар в экономическом отношении уступал таким городам как Биляр или Сувар.

### Монгольское завоевание
В конце 1223 — начале 1224 года (конец 620 г. х.) монгольские войска Джэбэ и Субэдэя, прошедшие через Иран, Кавказ и разбившие на Калке русских и половцев, потерпели поражение от булгар. Однако в 1229 году монголы предприняли новый поход, захватили город Саксин в нижнем Поволжье и атаковали булгарские сторожевые поселения на Яике. В том же году булгары на 6 лет продлили мирный договор с Владимирским княжеством.
Город был завоёван и сожжён в 1236 году в ходе общемонгольского Западного похода, возглавляемого вторым правителем улуса Джучи Бату. Большая часть жителей была убита, другим удалось скрыться в лесах. Некоторые булгарские беженцы подались в западные земли и были тепло приняты владимирским князем Юрием Всеволодовичем.

### Золотоордынский период
До возведения Сарай-Бату в Булгаре располагалась ставка Бату. При мусульманине Берке Булгар стал центром Булгарского улуса Золотой Орды. В период правления хана Узбека город достиг наивысшего расцвета в городе были построены каменные здания, частично сохранившиеся и по нынешний день.
В 1361 году князь Булат-Тимур сжёг Булгар, который, впрочем, вновь возродился.
В 1399 году (по другим летописям, в 1395 году) Юрий Дмитриевич совершил успешный поход на Среднее Поволжье (под его командованием находились и войска его брата Василия I) — первый поход, в котором русские разорили достаточно обширные татарские земли, разгромив 14 городов (включая Булгар, Жукотин, Казань, Керменчук), приведя на Русь огромную добычу. Об этом упоминает татарский эпос «Идиге», известный в поздней редакции XVI века, где «князь-урус» наделён чертами Тохтамыша, Тамерлана и Ивана Грозного.
В 1431 году город был окончательно разрушен воеводой великого князя Василия II Фёдором Палецким, что, по мнению некоторых историков, положило конец надеждам на восстановление прежней Булгарии. Впоследствии булгары фактически восстановили своё государство с последней столицей в Иске-Казани. В XV веке единым культурно-политическим центром волжских булгар и перенесённой столицей стала Казань, а государство стало называться Казанское ханство. Булгары, принявшие в 922 году ислам при хане Алмыше, смешавшись с местным финно-угорским и кипчакским населением, стали основным компонентом в этногенезе казанских татар. Савиры и часть булгар, сохранивших язычество, в результате консолидации с финно-угорским, в первую очередь, марийским населением, сформировали этнос чувашей.

### В составе России
С 1552 года, после завоевания Казанского ханства, город вошёл в состав Российского государства.
В XVIII веке на месте Болгара основан православный Успенский монастырь, от которого сохранилась одноимённая церковь. Развалины Болгара специально посещали царь Пётр I и императрица Екатерина II.
С 1781 года — уездный город Спасск Казанского наместничества (с 1796 года — Казанская губерния). В XIX веке Спасск служил перевалочным пунктом сельскохозяйственных грузов для соседних городов. В 1856 году в городе была 1 церковь, 246 домов, 5 лавок.
В 1920—1930 годах административный центр Спасского кантона.
В 1926—1935 годах город на всех картах назывался Спасск, но для отличия от других городов с тем же названием иногда его именовали Спасск-Татарский. Город Спасск был переименован в 1935 году в Куйбышев (в память В. В. Куйбышева, умершего в 1935 году) и просуществовал под этим названием до 1957 года.
В 1957 году в результате заполнения Куйбышевского водохранилища город был затоплен. Координаты Спасска 55°02′48″ с. ш. 49°22′23″ в. д..
В 1957 г. был заложен новый город с названием Куйбышев в 23 км к юго-западу от затопленного города, в 2 км западнее села Болгар. В результате развития город почти поглотил село Болгар.
В 1969 создан Болгарский государственный историко-архитектурный заповедник (с 2000 музей-заповедник), помимо раскопок ведущий консервацию и реставрацию памятников монументального строительства.
В 1991 город был переименован в Болгар по имени древнего города Болгар Волжской Болгарии (Болгарский историко-археологический комплекс), городище (развалины) которой находится недалеко от города.
С 2010 года по инициативе и при попечительстве первого президента Татарстана М. Ш. Шаймиева в Болгаре началась реализация комплексного проекта «Культурное наследие: остров-град Свияжск и Древний Болгар», включающего реставрацию архитектурных памятников на территории городища и развитие туристической инфраструктуры. В рамках реализации комплексного проекта в 2010—2017 годах:
- отреставрированы Малый минарет, Соборная мечеть, Ханская усыпальница, Восточный мавзолей, Северный мавзолей, Чёрная палата, Восточная палата, Успенская церковь;
- законсервированы руины Ханского дворца, Бани № 2, гончарных горнов;
- построены Речной вокзал с Музеем Болгарской цивилизации, Памятный знак, посвящённый принятию ислама в Волжской Булгарии, Белая мечеть, Дом лекаря и ремесленные мастерские, Международный центр археологических исследований, Международная археологическая школа, Музей хлеба;
- созданы экспозиция под открытым небом «История тюрко-татарской письменности» и экспозиция «Средневековое ремесло города Болгар»;
- отреставрированы и приспособлены под современное использование несколько домов по улице Назаровых и Мухамедьяра;
- благоустроена набережная реки Волги от Речного вокзала до колодца святого Габрахмана[16].

В 2022 году «Почта России» выпустила почтовую марку, приуроченную к 1000-летию принятия ислама Волжской Булгарией, на которой изображена Белая мечеть.

## Население
| 1856  | 1897  | 1913  | 1926  | 1931  | 1939  | 1959  | 1970  | 1979  | 1989  | 1992  |
| ----- | ----- | ----- | ----- | ----- | ----- | ----- | ----- | ----- | ----- | ----- |
| 1500  | ↗2800 | ↗4600 | ↘3500 | ↘3100 | ↗6200 | ↗7023 | ↗7231 | ↗8383 | ↗8397 | ↗8400 |
| 1996  | 1998  | 2000  | 2001  | 2002  | 2003  | 2005  | 2006  | 2007  | 2008  | 2009  |
| ↗8600 | ↘8500 | ↗8600 | ↘8500 | ↗8655 | ↗8700 | ↘8600 | ↘8465 | ↘8391 | ↗8400 | ↘8342 |
| 2010  | 2011  | 2012  | 2013  | 2014  | 2015  | 2016  | 2017  | 2018  | 2019  | 2020  |
| ↗8650 | ↘8638 | ↘8615 | ↘8608 | ↘8606 | ↘8542 | ↗8563 | ↗8571 | ↘8476 | ↘8381 | ↘8230 |
| 2021  |       |       |       |       |       |       |       |       |       |       |
| ↗8285 |       |       |       |       |       |       |       |       |       |       |

На 1 января 2025 года по численности населения город находился на 976-м месте из 1124 городов Российской Федерации.
Национальный состав
Состав населения: русские — 83,4 %, татары — 12,9 %, чуваши — 2,1 %.

## Религия
Основными религиозными конфессиями в городе являются православное христианство (Чистопольская епархия Русской православной церкви) и ислам суннитского толка.
Православные храмы и святыни:
- Свято-Авраамиевская церковь[40]
- Успенская церковь на городище (не действующая)
- Троицкий молитвенный дом
- Колодец святого Авраамия Болгарского и Владимирского чудотворца
- молитвенная комната в Спасской центральной районной больнице
- молитвенная комната в Спасском доме-интернате для инвалидов и престарелых

Мечети:
- Белая мечеть
- Колодец Габдрахмана

4 сентября 2017 года в Болгаре торжественно открылась Болгарская исламская академия.

## Инфраструктура
Около современного города расположен Болгарский историко-археологический комплекс, который включён в число объектов Всемирного наследия ЮНЕСКО. Управление объектом осуществляет Болгарский государственный историко-архитектурный музей-заповедник.

## Транспорт
Новый речной вокзал, принимающий туристические теплоходы, находится в здании Музея болгарской цивилизации. Также действует старая речная пристань, принимающая речные пассажирские суда, которые ходят по маршруту Казань — Болгары, Болгары-Тетюши.
В городе работает автовокзал (Спасский автовокзал).

## Экономика
В городе расположен хлебокомбинат, хлебоприёмное предприятие.
С 2010 года туристический поток в Болгар вырос почти в 20[уточнить] раз: в 2010 году в Болгаре побывало 50 000 туристов, в 2018 году количество посетителей составило 541 000. В 2016 году Болгар возглавил рейтинг самых популярных для туризма малых городов России.

## Достопримечательности
- Болгарский историко-археологический комплекс является объектом Всемирного наследия ЮНЕСКО. Он вошёл в Список Всемирного наследия в 2014 году согласно критериям (ii) и (vi). Его архитектурное и археологические наследие является свидетельством существования средневекового города Болгар в VII — XV веках, который был важным административным центром Волжской Болгарии, а затем стал первой столицей Золотой Орды. Объект также обладает религиозным значением, являясь символическим местом принятия Ислама волжскими болгарами в 922 году и остаётся местом паломничества для мусульман[44]. На территории комплекса находятся следующие памятники[45]:
  - Северный мавзолей
  - Восточный мавзолей
  - Большой минарет (реконструкция) и фундамент соборной мечети
  - Успенская церковь (в настоящее время Музей истории Успенской церкви)
  - Малый минарет и ханская усыпальница
  - Ханский дворец
  - Чёрная палата
  - Восточная палата
  - Белая палата
  - Баня № 2
  - Баня № 3
  - Красная палата
- На территории Болгарского историко-археологического комплекса работают музеи Болгарского государственного историко-архитектурного музея-заповедника[46]:
  - Музей болгарской цивилизации
  - Музей Корана (Памятный знак в честь принятия Ислама волжскими булгарами в 922 году)
  - Музей «Дом лекаря»
  - Музей истории Успенской церкви
  - Музей под открытым небом «История тюрко-татарской письменности»
  - Музей «Болгарское чаепитие»
  - Музей «Город на реке»
  - Музей дворянства Спасского уезда
  - Музей Абдуллы Алиша
  - Историческая набережная
  - Колодец Габдрахмана
- За пределами Болгарского историко-археологического комплекса находятся:
  - Музей хлеба
  - Малый городок
  - Ферма верблюдов

## Города-побратимы
- Денпасар[47], Индонезия
- Сафранболу[47], Турция
- Челле-ди-Булгерия[47], Италия

## Галерея

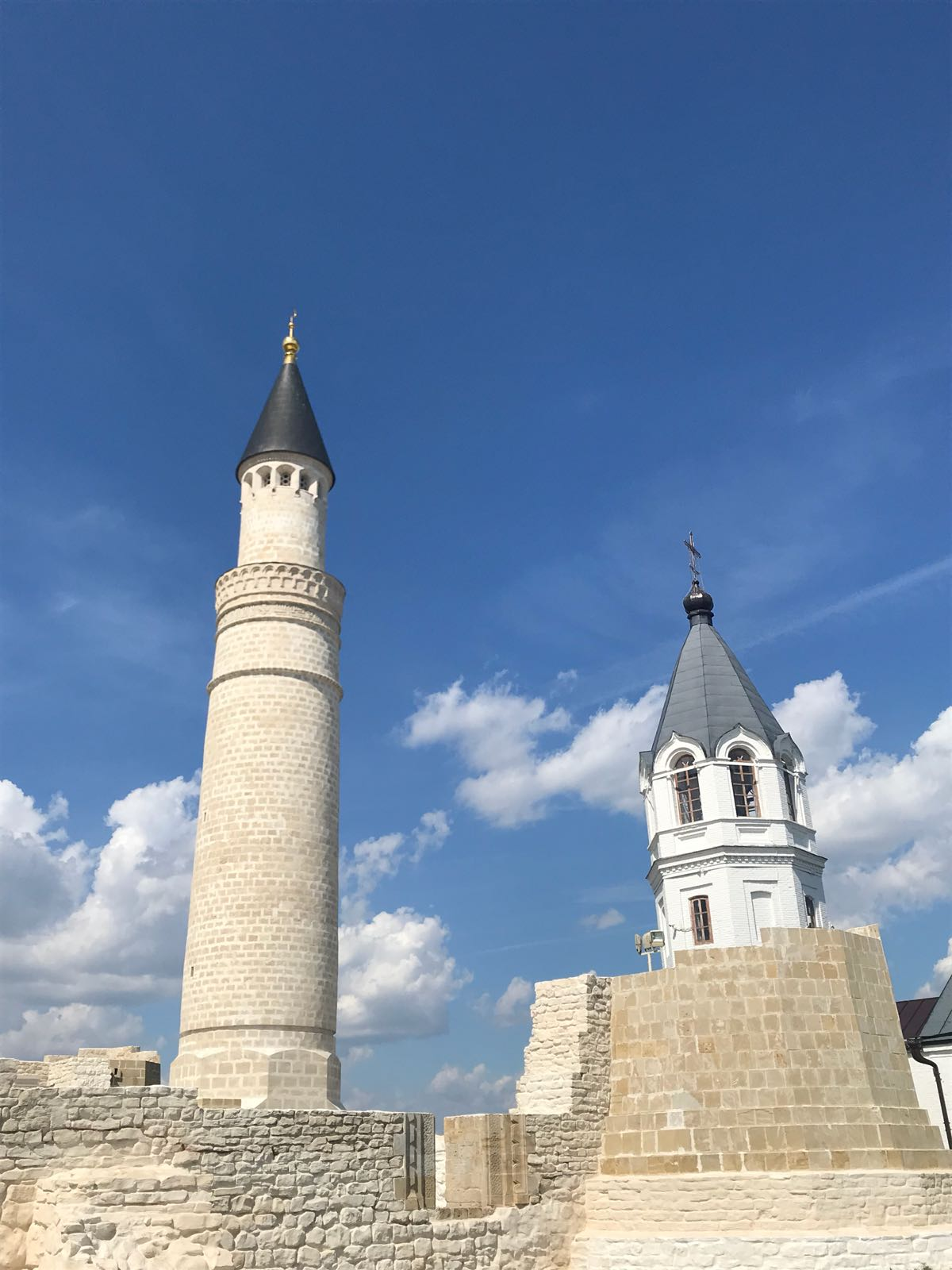
Руины Соборной мечети, Большой минарет (реконструкция) и Успенская церковь
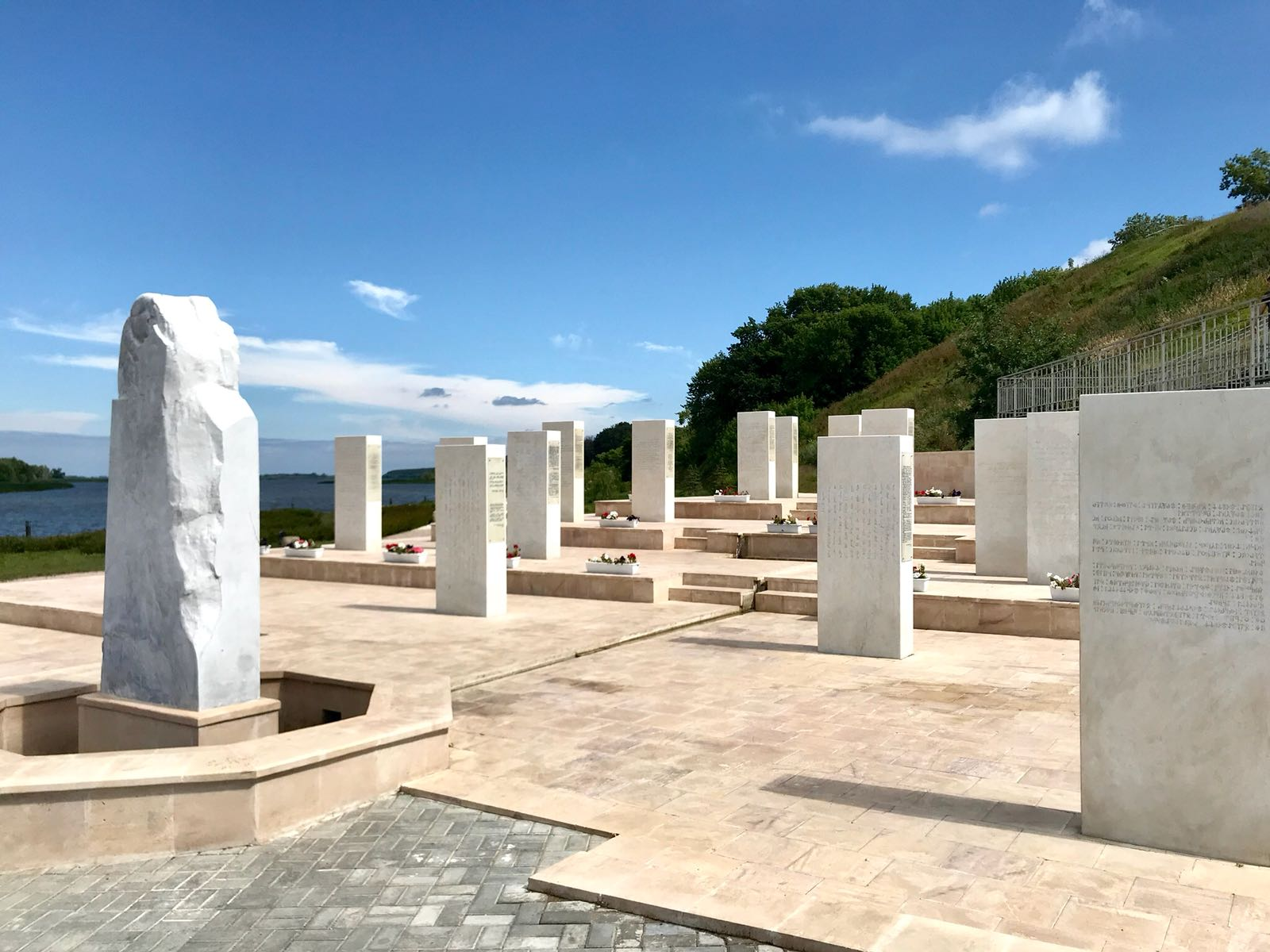
Музей под открытым небом «История тюрко-татарской письменности»
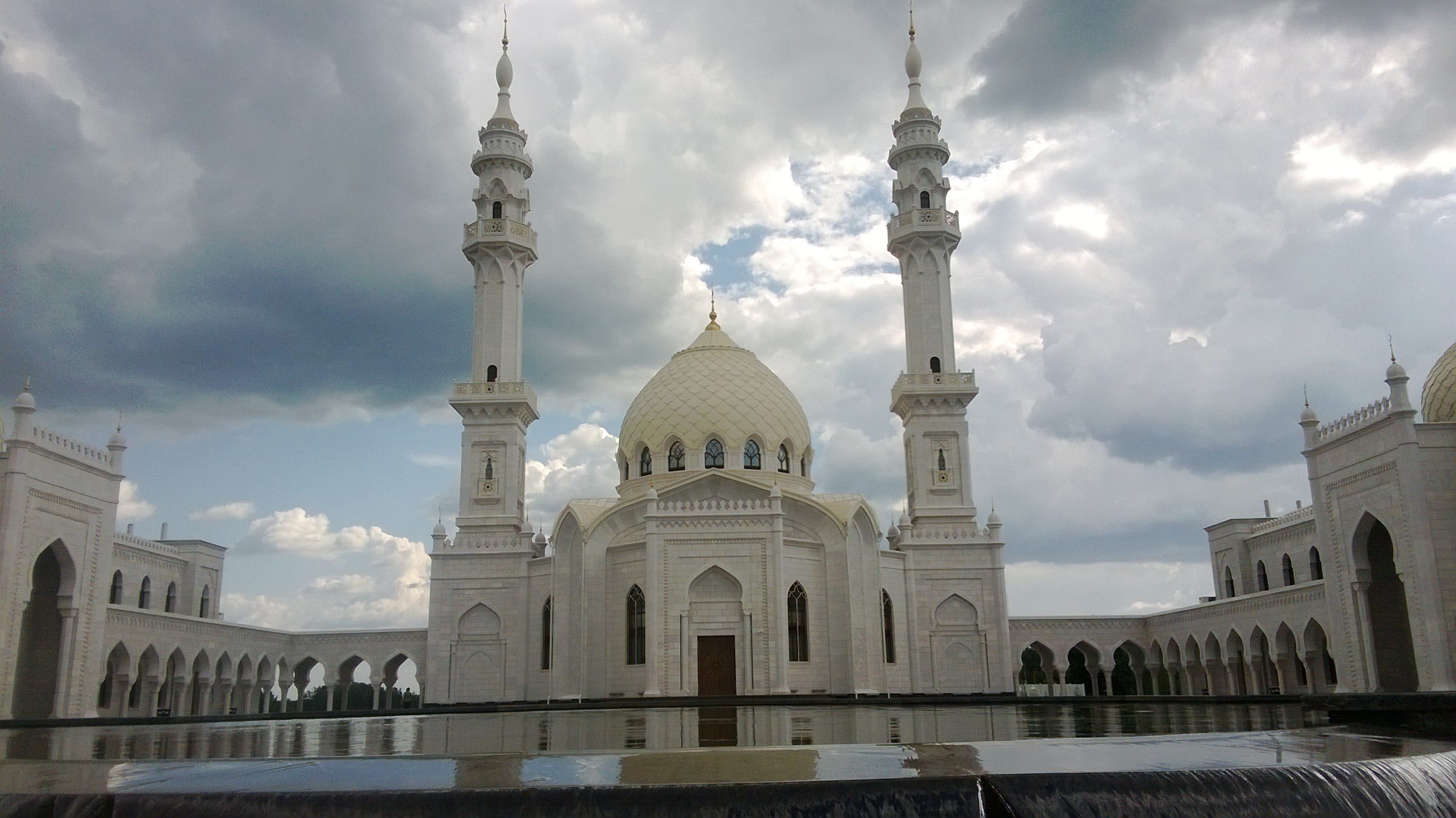
Белая мечеть
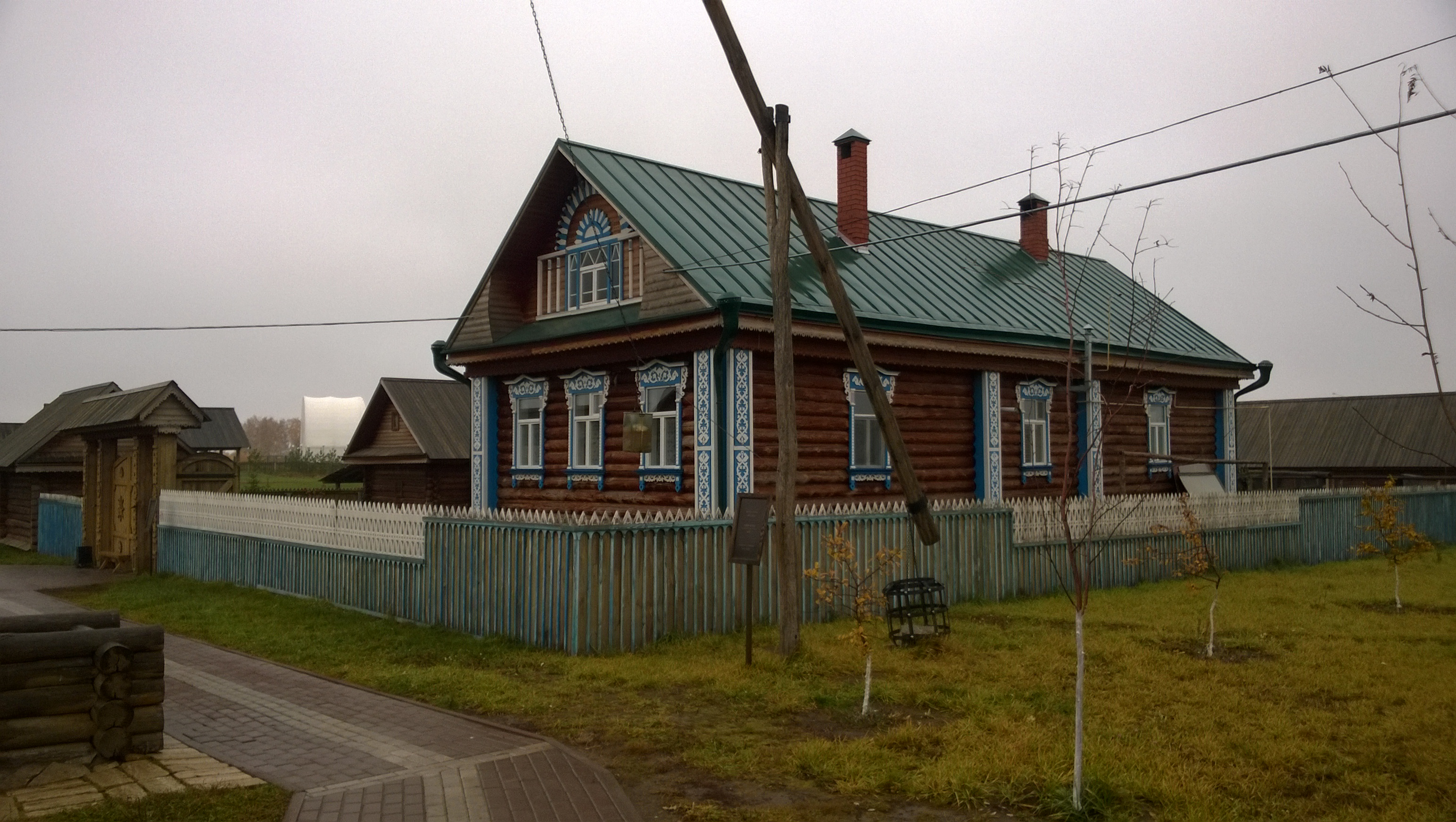
Музей хлеба
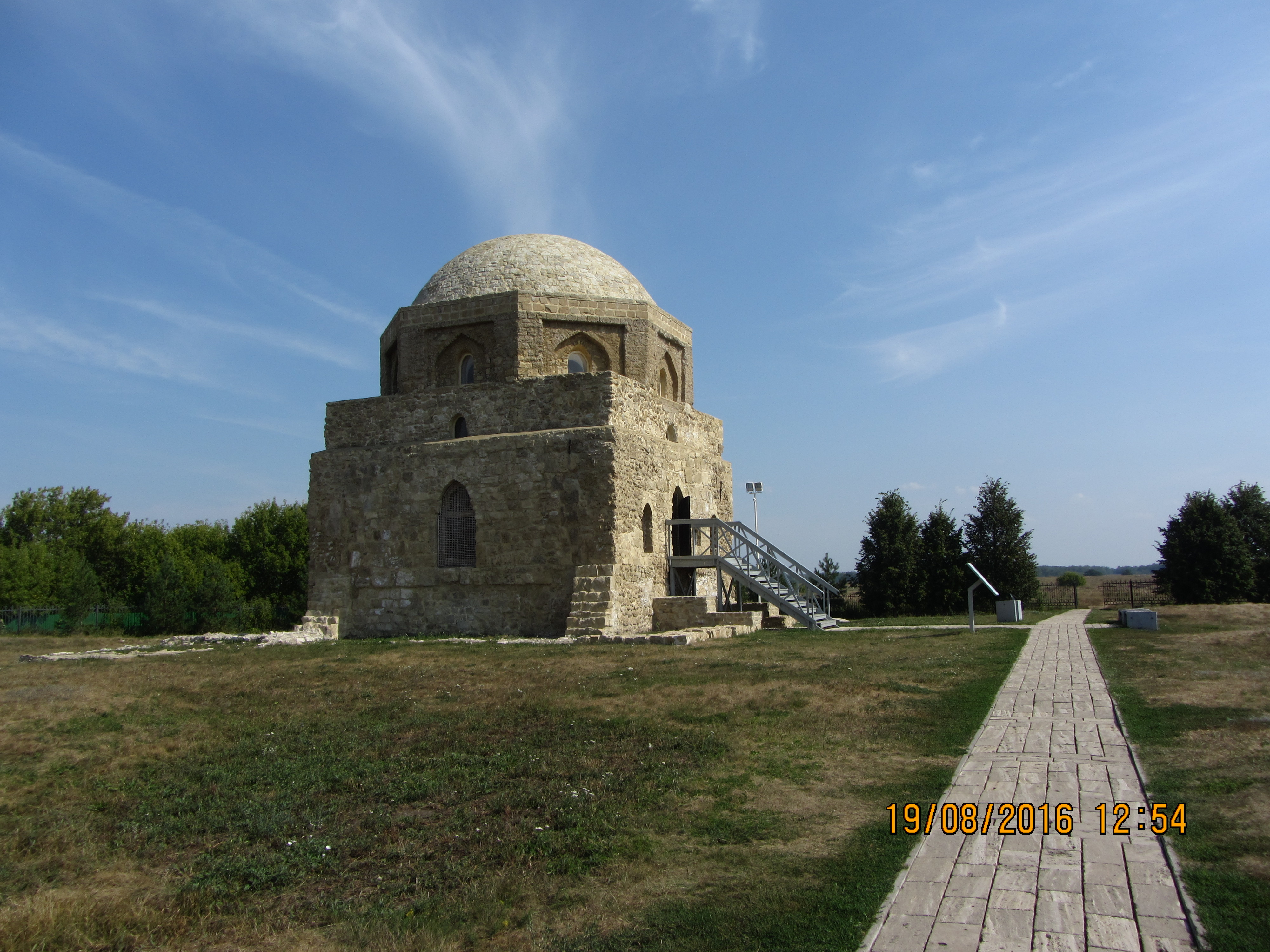
Черная палата
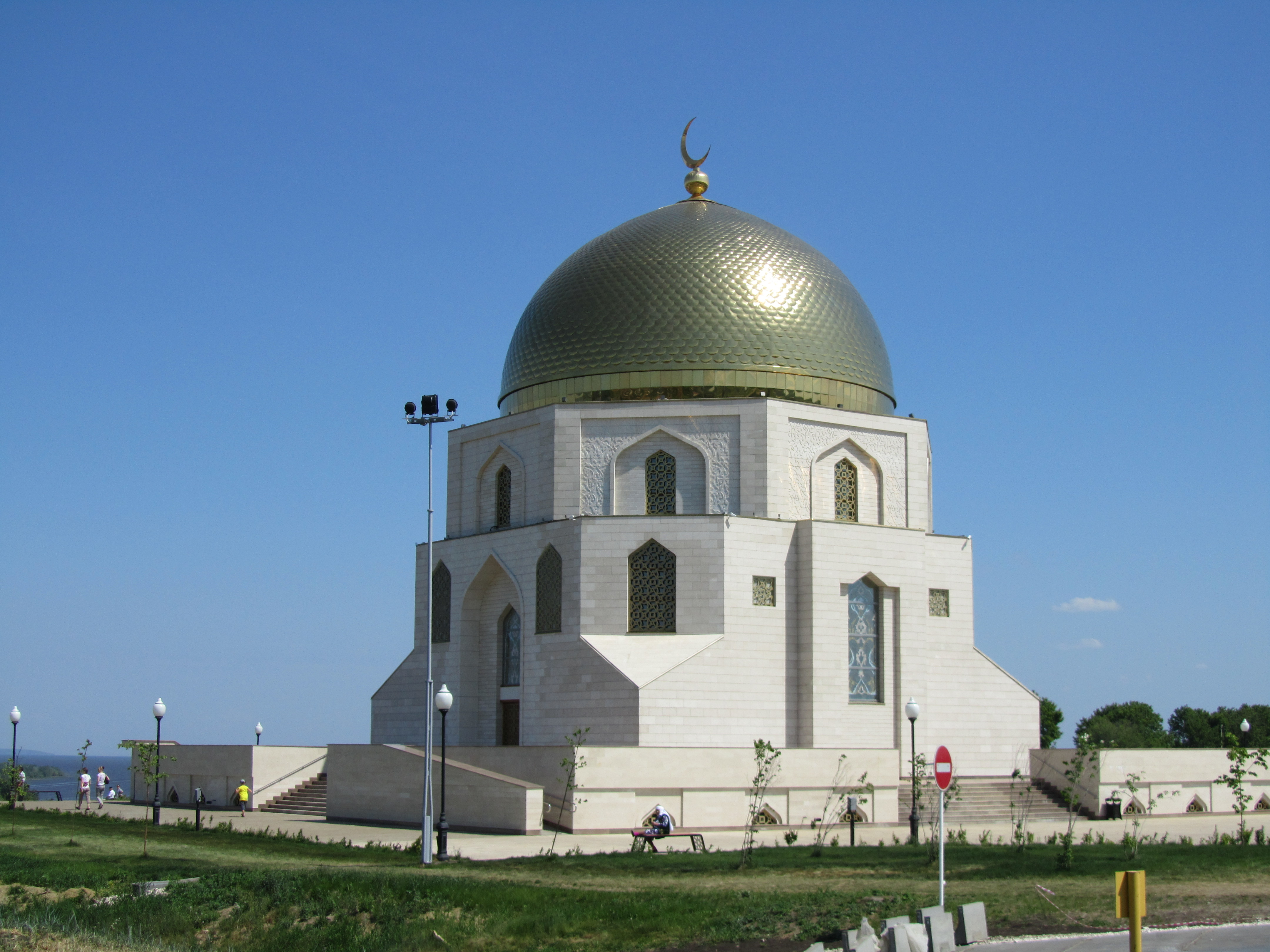
Памятный знак
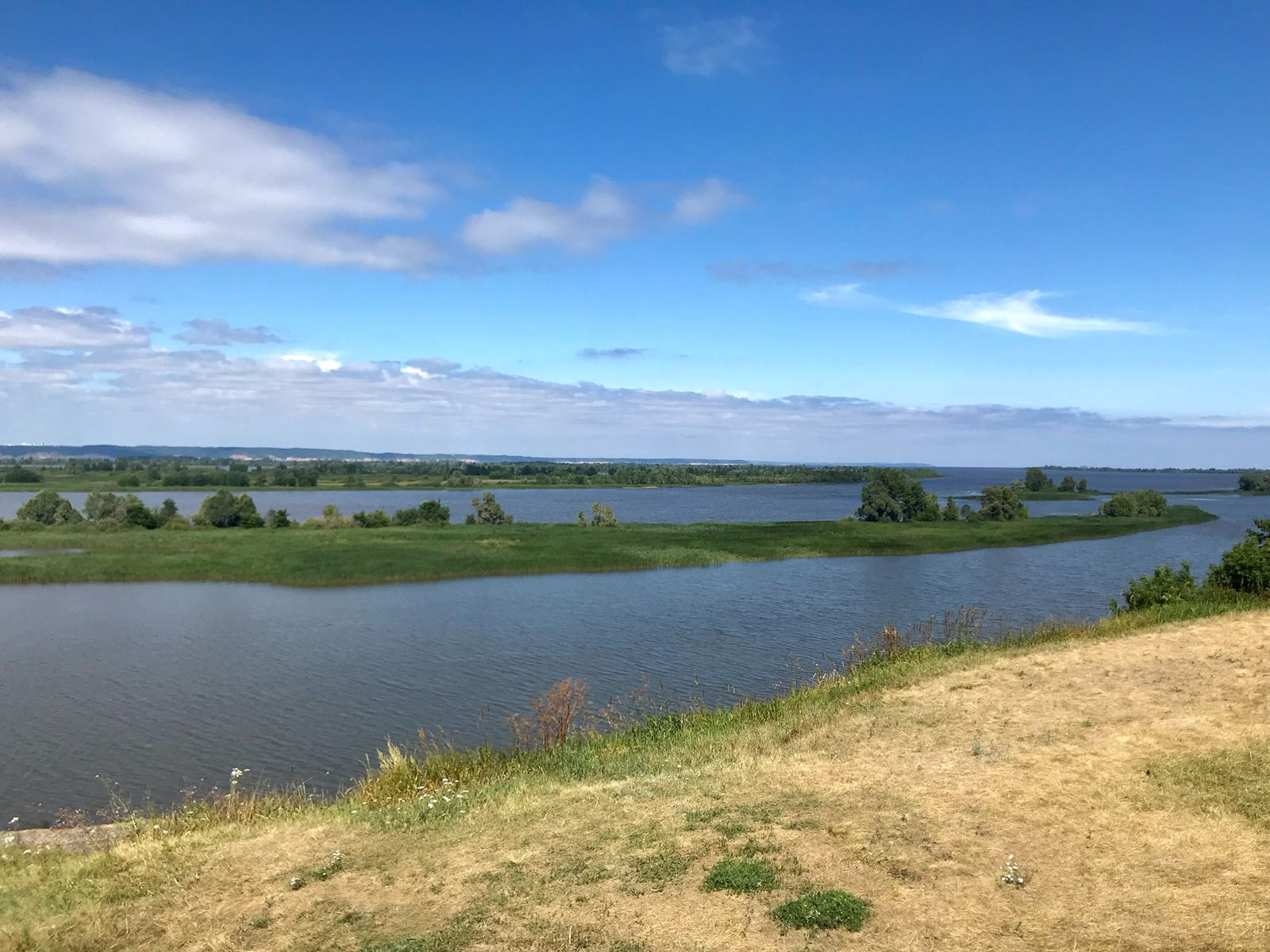
Волга в Болгарском историко-археологическом комплексе
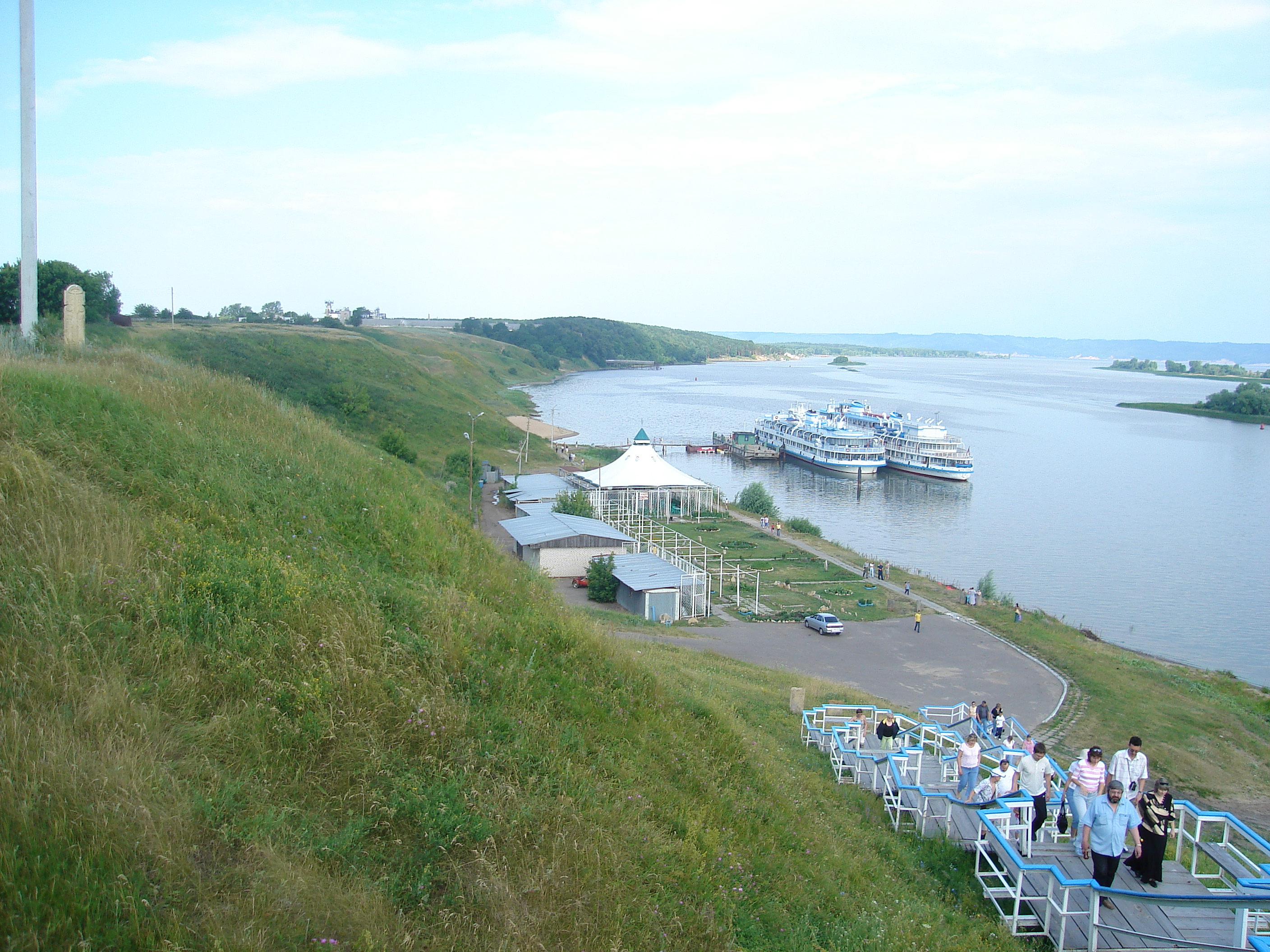
Набережная Болгар до строительства Музея Болгарской цивилизации / Речного вокзала
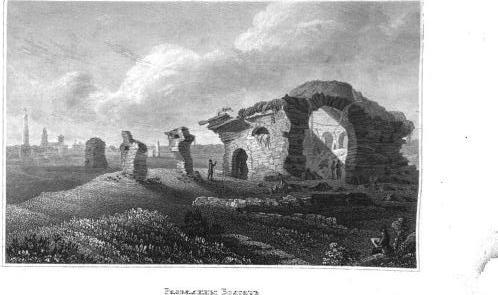
Болгарское городище на литографии XIX века
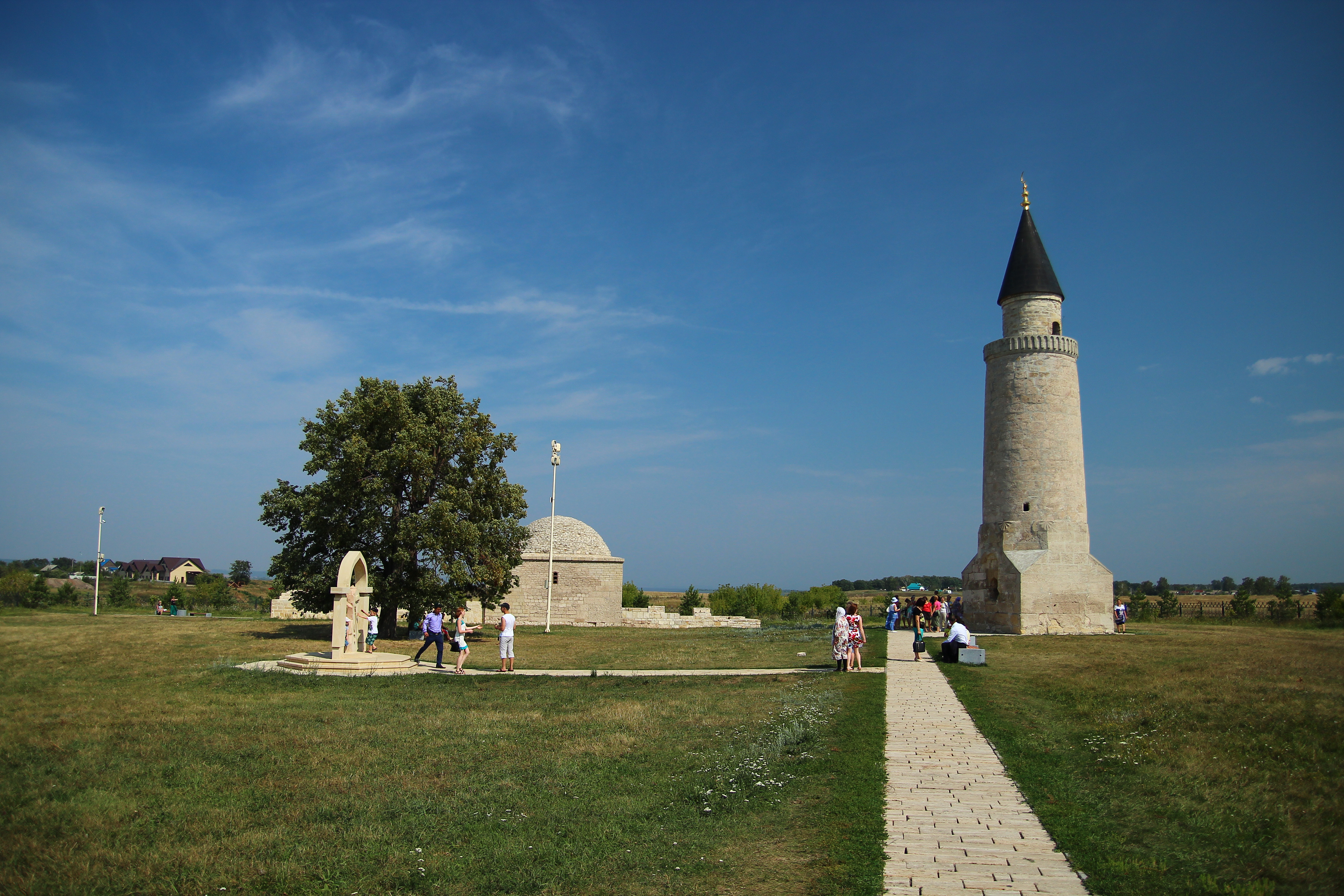
Малый минарет, Ханская усыпальница и памятный знак сахабам
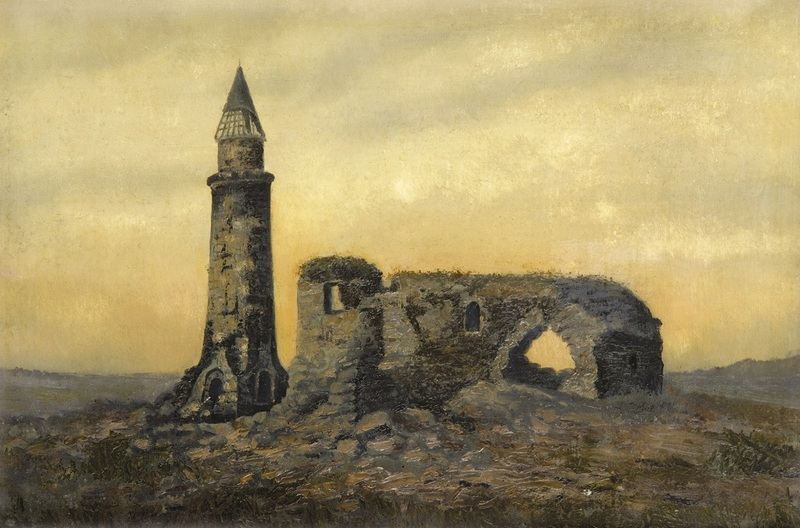
Развалины ханской усыпальницы и Малый минарет в Болгарах, Иван Шишкин (1861)
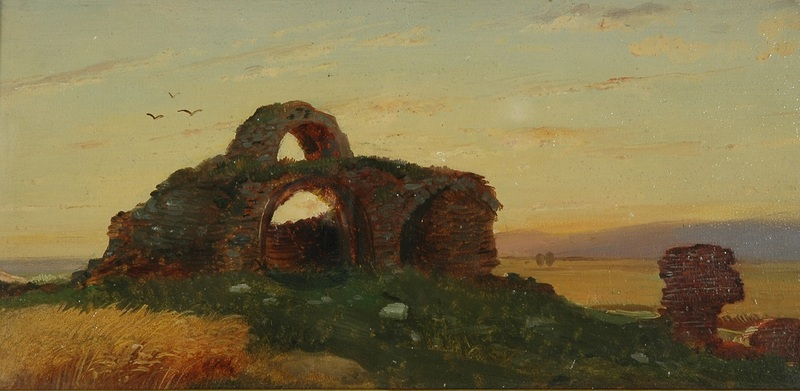
Развалины Булгар. Белая палата, Иван Шишкин (1861)